# Steve Sem-Sandberg
Steve Sem-Sandberg (ur. 16 sierpnia 1958 w Oslo) – szwedzki dziennikarz, powieściopisarz, twórca literatury faktu i tłumacz.

## Życiorys
Jako pisarz zadebiutował w 1976 r. dwiema powieściami z gatunku science fiction: Sländornas värld i Sökare i dödsskuggan. W 2005 r. został nagrodzony Nagrodą Doblouga. W 2009 r. otrzymał szwedzką nagrodę literacką Augustpriset za powieść Biedni ludzie z miasta Łodzi, która opowiada o życiu w Litzmannstadt Ghetto (żydowskim getcie w okupowanej przez hitlerowców Łodzi) i jego przywódcy Chaimie Rumkowskim.
Daphne Merkin w „The New York Times” stwierdziła, że udało mu się napisać świeżą, całkowicie absorbującą uwagę powieść o Holocauście, co było trudnym zadaniem ze względu na opisywanie autentycznej postaci – Rumkowskiego. Dzięki połączeniu intymnego spojrzenia z historią udaje mu się osiągnąć efekt równocześnie hiperrealizmu, jak i surrealizmu, uzyskując wrażenie żywego świadectwa.
W 2020 roku został wybrany na członka Akademii Szwedzkiej, w której zajął fotel nr 14.

## Nagrody i wyróżnienia
- 2005 – Nagroda Doblouga
- 2008 – Nagroda im. Karla Vennberga (100 000 koron szwedzkich)[6]
- 2009 – Nagroda Augusta za powieść Biedni ludzie z miasta Łodzi[7][8]
- 2013 – nominowany do Nagrody literackiej im. Jana Michalskiego za powieść Biedni ludzie z miasta Łodzi[9]

## Dzieła
- Sländornas värld i Sökare i dödsskuggan (1976)
- De ansiktslösa – powieść (1987)
- I en annan del av staden – eseje (1990)
- Den kluvna spegeln – reportaż (1991)
- En lektion i pardans – powieść (1993)
- Teresa – powieść (Theres, 1996, wyd. polskie 2009, Wydawnictwo Czarne, Wołowiec)[10]
- Allt förgängligt är bara en bild – powieść (1999)
- Prag (no exit) – eseje (2002)
- Ravensbrück: o Milenie Jesenskiej – powieść (Ravensbrück 2003, wyd. polskie 2009, Wydawnictwo Czarne)[11]
- Härifrån till Allmänningen – powieść (2005)
- Biedni ludzie z miasta Łodzi (De fattiga i Łódź, 2009, wyd. polskie 2011, Wydawnictwo Literackie, Kraków)[12]
- Tre romaner (2011)
- Wybrańcy – powieść (De utvalda, 2014, wyd. polskie 2015, Wydawnictwo Literackie)[13]